# Хамданиды (Мосул и Алеппо)
Хамдани́ды (араб. حمدانيون‎) — шиитская арабская династия, правившая в северной Месопотамии (Бадият-эль-Джазира) и Сирии с 930 по 1004 год н. э. Потомки древнего племени арабов-христиан таглибидов.

## История династии

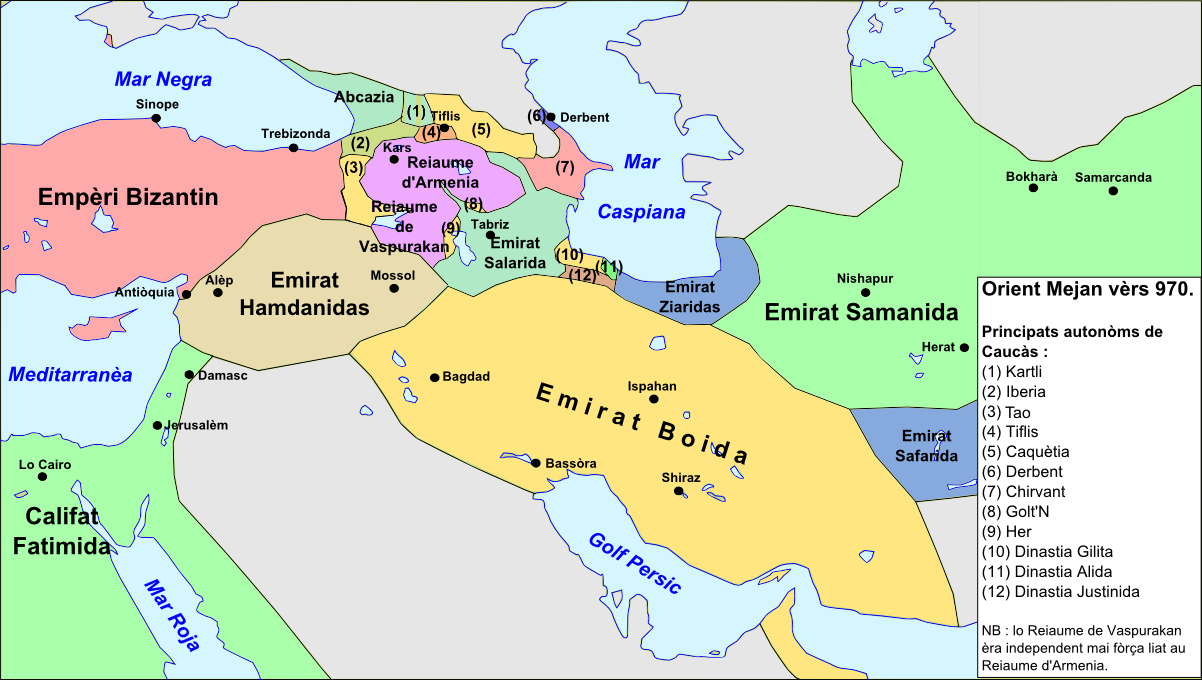
Эмират Хамданидов в X веке

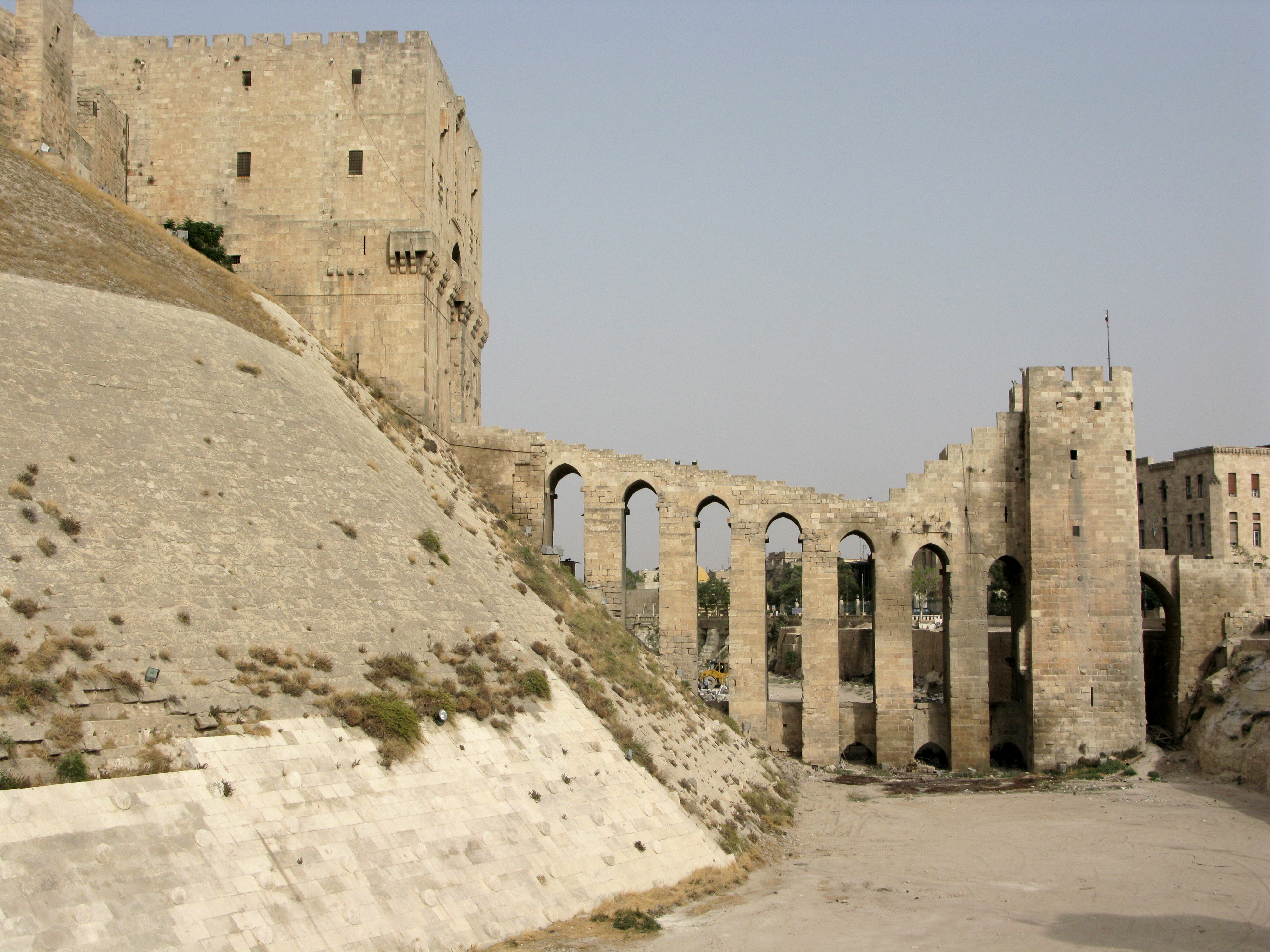
Вид Крепости Алеппо.

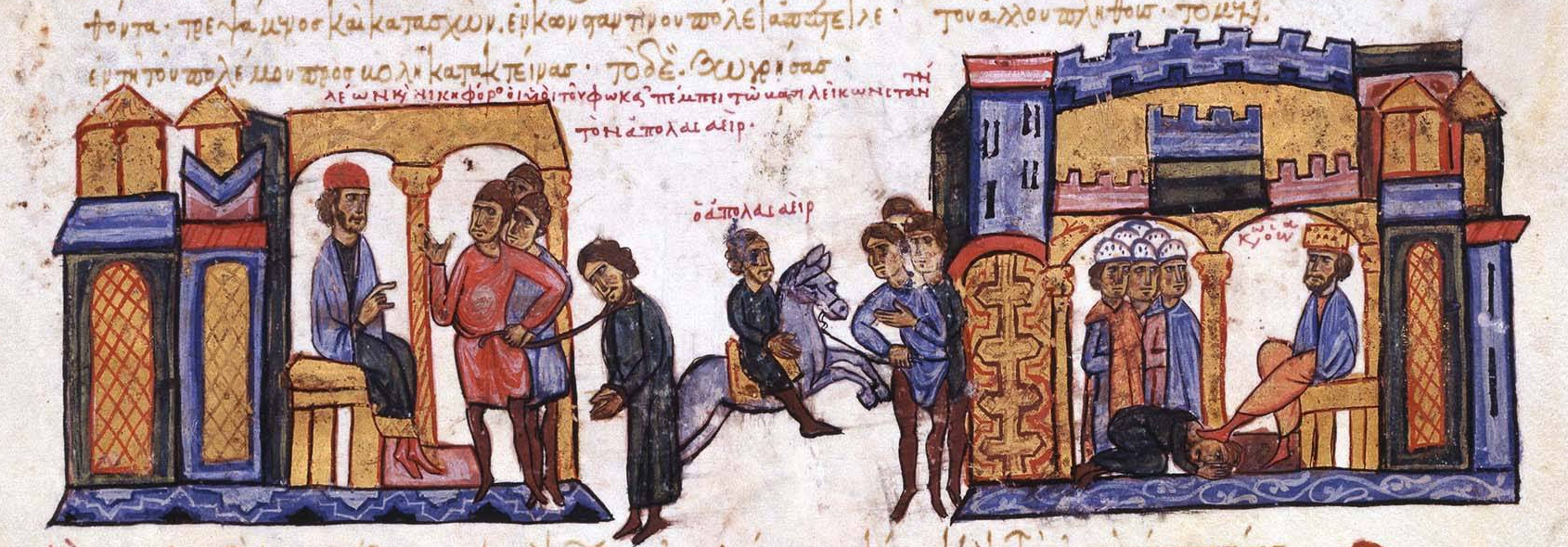
Лев Фока Младший отправляет пленного Абу-ль-Ашаира в Константинополь, где он подвергается ритуальному унижению.

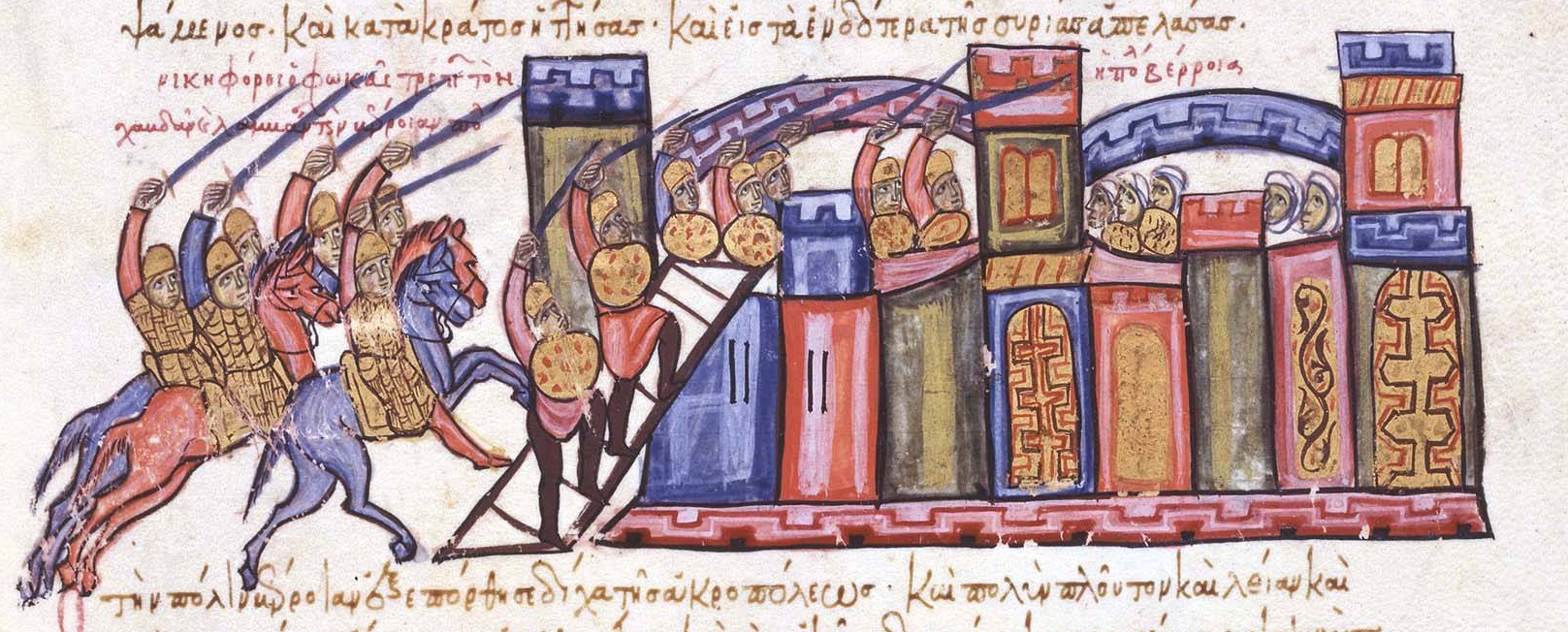
Византийцы захватили город Алеппо, столицу эмирата Хамданидов

В конце IX века н. э. именно в Северной Месопотамии и Джазире происходили конфликты между Аббасидами и хариджитами, а также между принцами Аббасидов и их наместниками. Династию основал шиит Хамдан ибн Хамдун (в его честь она названа), который после победы над хариджитами к 892—893 гг. владел Мардином в юго-восточной Анатолии. Столкнувшись с многочисленными мятежами, убийствами и проблемами на Севере Месопотамии, аббасидский халиф Абу-ль-Аббас А́хмад аль-Мутадид Биллах потерял терпение. Он настолько отличался суровостью и твердостью, что народ и вожди племён боялись его. Он посвятил своё время устранению этих проблем, подавлению оппозиционных движений и устранению трёх источников беспорядков: 1) бедуинских племён, особенно бану́ Шайбан, которые нападали на города, убивали и грабили; 2) хариджитов; и 3) бану Хамдан во главе с Хамданом ибн Хамдуном, который стремился основать свой эмират. В 895 г. аль-Мутадид Биллах пришёл с войском в Мардин, и Хамдан бежал из города в Басури́н близ Мосула. Позднее Хамдан сдался халифе и был арестован.
Его сын Хусейн ибн Хамдан был крупным полководцем в Ардумуште. В декабре 908 г. Хусейн задумал установить на халифском троне Ибн аль-Мутазза, а после неудачи заговора бежал и просил уладить этот вопрос своего брата Ибрахима. По возвращении Хусейна назначили эмиром области Дияррабиа в Мосуле. В 916 г. ввиду несогласия с визирем Али бин Исой он взбунтовался, был посажен в темницу и в 918 г. казнён.
Его брат Абдаллах, в свою очередь, был назначен амилем (наместником) Мосула (905-906). Его сыновья стали править Мо́сулом и Алеппо.

## История эмиратов
Эмират Хамданидов основал Абу́ Муха́ммад аль-Ха́сан ибн А́би-ль-Хайджа́, известный под титулом «На́сыр ад-Да́ула». Позднее он распространился на Алеппо, остальную часть северной Сирии и части южной Анатолии. В то время в 930 году аббасидский халифа Абу-ль-Фадль Джа́фар аль-Муктадир Биллах назначил Насыра ад-Даулу наместником Мо́сула и других регионов, которыми правил его отец А́бу-ль-Хайджа́, погибший во время восстания, поднявшегося с целью свержения аль-Муктадира. У Насыра ад-Даулы были широкие политические амбиции. С тех пор как он взял под свой контроль этот регион на излучине Евфрата, он усердно стремился основать свой собственный эмират. Он использовал военную силу для достижения своей цели и взял под контроль ряд земель на севере Месопотамии. Затем он попросил халифу о безопасности и признании его власти над завоёванными им территориями. Суннитский халифа в 935 году согласился на его просьбу и назначил его правителем этих земель в обмен на определенную сумму денег, подлежащую выплате в соответствии с гарантийной системой. Насыр ад-Даула вскоре приступил к укреплению своей власти и усилению своего влияния на севере Месопотамии. Он провёл ряд экономических реформ, которые привели к возрождению его эмирата, увеличению его богатства и числа последователей. Затем он захватил власть и монополизировал доходы, что привело к нескольким конфликтам с Аббасидским халифатом во время правления суннитского халифы ар-Ради́, но Халифат не смог ему противостоять. Когда шииты Буиды к 950 году захватили власть в Багдаде и взяли под контроль Халифат, они заставили Хамданидов отступить в Мосул и платить дань Муи́ззу ад-Да́уле аль-Бувайхи́. Правитель Насир ад-Даула, наместник Мосула и Диярбакыра, был успешным правителем, но его деспотичность привела его к потери власти, его сместил сын Абу Таглиб. Хамданиды правили Мосулом до 991 года, несмотря на тяжёлое поражение от шиитов Буидов в 979 году. После этого земли Хамданидов были разделены между Укайлидами и Марванидами.
Что касается Сайфа ад-Даулы, брата Насыра ад-Даулы, то он покинул Мосул и направился в северную Сирию, где в 944 году захватил город Алеппо и его пригороды из рук Ихшидидов. Сайф ад-Даула попытался расширить свою империю на юг, поэтому он захватил Хомс, но не смог отобрать Дамаск у Ихшидидов. Слава Сайфа ад-Даулы распространилась по всей арабской и исламской истории благодаря его борьбе с византийскими ромеями, которые истощили лидеров Аббасидов своими набегами на северную Сирию. Он также прославился своей поддержкой писателей и учёных, а также героическими и эпическими поэмами, которые были написаны во время его правления. Эмираты Хамданидов в Мосуле и Алеппо просуществовали 77 лет, 59 из которых пришлось на Алеппо. Этот период стал золотым веком государства Хамданидов во время правления Сайфа ад-Даулы, основателя эмирата в Алеппо. Расцвет государств Тулунидов (в Египте в 970 г.) и Ихшидидов пришёлся на время правления основателей каждого из них: туркомана А́хмеда ибн Тулуна и Мухаммада ибн Тугджа аль-Ихшида. После смерти Сайфа ад-Даулы государство Хамданидов унаследовал его сын Саад ад-Даула, затем его внук Саид ад-Даула. После 969 года нашей эры государство Фатимидов пришло на смену государству Ихшидов в Египте. Фатимиды распространили свою власть на Палестину, Дамаск и Ливан и попытались распространить ее на северную Сирию. Однако Саад ад-Даула выстоял против армии Фатымидов и потерял только Хомс, губернатор которого аль-Хамдани́ присоединился к Фатымидам. Когда Саид ад-Даула стал преемником своего отца Саада ад-Даула, Фатымиды снова послали большую армию, чтобы напасть на земли Хамданидов. У Саида ад-Даулы не было иного выбора, кроме как обратиться за помощью к византийцам, которые послали ему большую военную силу, но она была разбита Фатымидами, которые долгое время осаждали Алеппо, не давая городу сдаться. Эмират Хамданидов просуществовал до смерти Саида ад-Даулы в 1003 году. Затем Фатымиды напали на Алеппо и вошли в него как завоеватели, тем самым уничтожив государство Хамданидов в Леванте, после того как ранее оно было уничтожено в Мосуле и возвращено государству Аббасидов под защиту Буидов.

## Правители

### Хамданиды в Бадият-эль-Джазира
1. Хамдан ибн Хамдун (868—874)
2. Хусейн ибн Хамдан (895—916)
3. Абдаллах ибн Хамдан (906—929)
4. Насир ад-Даула (929—967)
5. Абу Таглиб (967—980)
6. Абу-л-Тахир Ибрахим ибн аль-Хасан (989—997)
7. Абу Абдаллах аль-Хусейн ибн аль-Хасан (989—997)

### Хамданиды в Алеппо
1. Сайф ад-Даула (945—967)
2. Саад ад-Даула Шариф I (967—991)
3. Саид ад-Даула (991—1002)
4. Абу-ль-Хасан Али II (1002—1004)
5. Абу-ль-Маали Шариф II (1004—1004)